# Иштома
И́штома — река, протекающая по территории Визьменского сельского поселения Белозерского района Вологодской области России, левый приток Андоги.
Течёт на север по ненаселённой местности. В 6,4 км до устья в Иштому по правому берегу впадает её крупнейший приток — ручей Сора, после этого она резко поворачивает на юго-запад и в окрестностях деревень Рябцево и Иштомар впадает в Андогу в 107 км от её устья. Длина реки составляет 24 км. Притоки — ручьи Черноборисовский, Золотой, Сора (Мосино).

## Данные водного реестра
По данным государственного водного реестра России относится к Верхневолжскому бассейновому округу, водохозяйственный участок реки — Суда от истока и до устья, речной подбассейн реки — Реки бассейна Рыбинского водохранилища. Речной бассейн реки — (Верхняя) Волга до Куйбышевского водохранилища (без бассейна Оки).
Код объекта в государственном водном реестре — 08010200212110000007937.